# Newton (cràter)
Newton és un cràter d'impacte localitzat prop del terminador sud de la Lluna, al sud-sud-oest del cràter Moretus. Al nord-est es troba Short, i al nord-oest es troben Casatus i Klaproth. A causa de la seva ubicació, el cràter apareix amb un notable escorç quan s'observa des de la Terra. Es considera el cràter més profund en la cara visible de la Lluna.

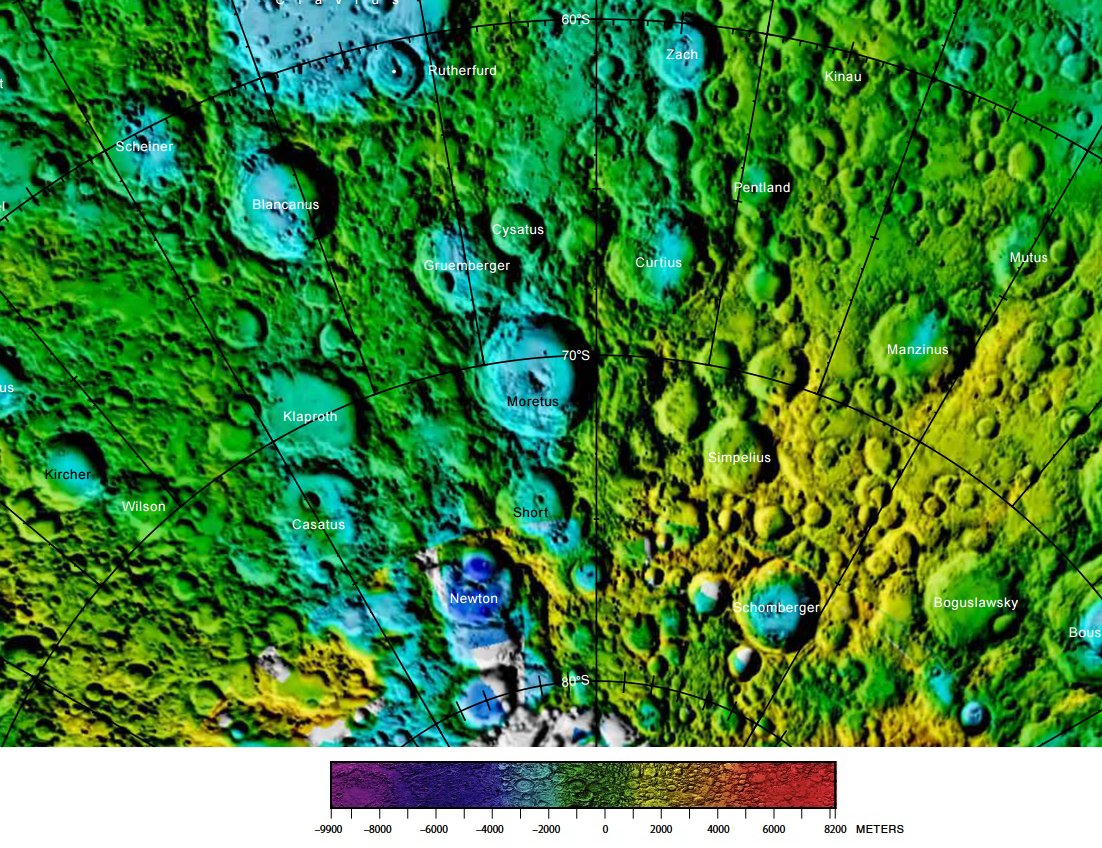
Localització de Newton (part dreta del quadrant inferior esquerre de la imatge)

L'interior de Newton és un quadre de contrastos. L'extrem sud ha estat cobert, possiblement per fluxos de lava o materials ejectats, deixant una superfície relativament plana que està marcada solament per diminuts cràters i un lleuger dorsum pel seu centre. La meitat nord és accidentada i irregular, amb el cràter satèl·lit Newton D sobre la vora nord-nord-est i estenent-se a través de gairebé la meitat del diàmetre del cràter.
La vora en el sud és relativament baixa i estreta, amb el cràter més petit Newton G parcialment cobert i inundat per la lava. Aquest cràter adjacent forma un pas cap al nord des de l'interior de Newton. Un petit canó en el sòl sud de Newton fa l'efecte de ser un canal pel qual va fluir la lava per un costat de Newton G. Les altres parts de la paret exterior del cràter són molt més amples que en l'extrem sud, particularment a les àrees adjacents a Newton D.
El selenògraf Schröter li va assignar aquest nom en 1802. Langreanus li havia assignat el nom de Frederick D. Holsat, que va ser ignorat.

## Cràters satèl·lit
Per convenció aquests elements són identificats en els mapes lunars posant la lletra en el costat del punt central del cràter que està més proper a Newton.
|        | \| Newton \| Coordenades \| Diàmetre \| \| ------ \| ------------------------------------ \| -------- \| \| A \| 79° 42′ S, 19° 42′ O / 79.7°S,19.7°O \| 64 km \| \| B \| 81° 06′ S, 15° 24′ O / 81.1°S,15.4°O \| 44 km \| \| C \| 74° 48′ S, 14° 24′ O / 74.8°S,14.4°O \| 35 km \| \| D \| 75° 54′ S, 14° 48′ O / 75.9°S,14.8°O \| 37 km \| \| E \| 79° 48′ S, 36° 54′ O / 79.8°S,36.9°O \| 17 km \| \| F \| 72° 12′ S, 16° 06′ O / 72.2°S,16.1°O \| 7 km \| \| G \| 78° 12′ S, 18° 18′ O / 78.2°S,18.3°O \| 67 km \| |          |
| Newton | Coordenades | Diàmetre |
| A      | 79° 42′ S, 19° 42′ O / 79.7°S,19.7°O | 64 km    |
| B      | 81° 06′ S, 15° 24′ O / 81.1°S,15.4°O | 44 km    |
| C      | 74° 48′ S, 14° 24′ O / 74.8°S,14.4°O | 35 km    |
| D      | 75° 54′ S, 14° 48′ O / 75.9°S,14.8°O | 37 km    |
| E      | 79° 48′ S, 36° 54′ O / 79.8°S,36.9°O | 17 km    |
| F      | 72° 12′ S, 16° 06′ O / 72.2°S,16.1°O | 7 km     |
| G      | 78° 12′ S, 18° 18′ O / 78.2°S,18.3°O | 67 km    |